# Busyhead (album)
Busyhead è l'album in studio di debutto del cantante statunitense Noah Kahan, pubblicato il 14 giugno 2019 dalla Republic Records.

## Tracce
1. False Confidence – 3:43 (Noah Kahan, Chris DeStefano)
2. Mess – 3:33 (Noah Kahan, Todd Clark)
3. Hurt Somebody (feat. Julia Michaels) – 2:47 (Noah Kahan, Scott Harris)
4. Young Blood – 3:28 (Noah Kahan)
5. Busyhead – 4:14 (Noah Kahan, Dan Wilson)
6. Cynic – 3:28 (Noah Kahan, Joel Little)
7. Save Me – 2:58 (Noah Kahan, Scott Harris)
8. Sink – 3:45 (Noah Kahan)
9. Tidal – 3:34 (Noah Kahan, Phineas Choukas)
10. Carlo's Song – 3:54 (Noah Kahan, Aron Wright)

Durata totale: 35:24